# Acanthurus bahianus
Acanthurus bahianus és una espècie de peix pertanyent a la família dels acantúrids.

## Descripció
- Pot arribar a fer 38,1 cm de llargària màxima (normalment, en fa 25).
- 9 espines i 23-26 radis tous a l'aleta dorsal i 3 espines i 21-23 radis tous a l'anal.
- Cap i cos comprimits.[3]

## Alimentació
Menja algues.

## Depredadors
És depredat pel peix emperador crioll (Lutjanus analis), el mero tigrat (Mycteroperca tigris), Mycteroperca venenosa, el peix trompeta (Aulostomus maculatus) i la barracuda (Sphyraena barracuda).

## Hàbitat
És un peix marí, associat als esculls i de clima tropical (21 °C-25 °C; 43°N-33°S, 98°W-13°W) que viu entre 2 i 40 m de fondària (normalment, entre 2 i 25).

## Distribució geogràfica
Es troba a l'Atlàntic occidental (des de Massachusetts i Bermuda fins al golf de Mèxic i el Brasil) i l'Atlàntic oriental (l'illa de l'Ascensió, Santa Helena i Angola).

## Ús comercial
Es comercialitza fresc.